# 円柱のイラム
円柱のイラム（えんちゅうのイラム、アラビア語: إرم ذات العماد、Iram dhāt al-ʿimād、英語: Iram of the pillars）は、イスラム教の聖典クルアーンやアラビアンナイトに登場する伝説の都市の名称である。

## 概要
アード族のシャッダード王が天国の都市を地表に再現するため、砂漠の中に何百年もの長い年月をかけて、数多くの宝石を使い豪華絢爛な住居や宮殿などを造設したが、預言者フードの警告を無視したためにイスラム教の神アラーによって王たちは滅ぼされ、都市は廃墟になったとされる。
都市の所在地はイエメンのアデンやハドラマウトの砂漠などが想定されるが、エジプトのアレクサンドリアやシリアのダマスカス説などもある。

## 名称
「円柱のイラム」の「イラム」は普通名詞では人の背丈くらいの道標を意味する。
なお、最初期のアラビア語は母音字を有していなかったので、イラム (Iram) の他に4種類の読まれ方がある。以下に説明する。
アラム (Aram) という読みはアラム人に由来し、町の住民をシリアのアラム人と考えるものである。アリムは、雨も降らず植物も育たない土地という意味である。イルムは、白歯の意で、町に近づく人々やその町自体を歯で食べ物を噛み砕くように破壊する、と言うことを連想させるものである。アルンムは、列柱を持つ町で特段に破壊が進んでいるものという意味である。

## 所在地

### アレクサンドリア説
円柱の立ち並ぶ様子がアレクサンドリアの大灯台とポンペイの柱を彷彿とさせ、さらに、これら建造物は道標にもなっていたと思われる。そしてqurTubiiは、石碑にはシャッダード王がこの円柱を制作したと言うことが書かれていたとしている。マスウーディーは、エジプトを侵略した後に新しい都を建設するための候補地を探していたアレキサンダー大王が候補地探しの過程で、大理石で作製された柱を多く持ち、前述した内容が彫られた大きな柱が中心にある遺跡を発見したと、アレクサンドリア情報の冒頭部に記している。これらが都市の所在地をアレクサンドリアに求める説と根拠でありコーランの註釈家zamaxshariiなどが唱えている。

### ダマスカス説
一方ダマスカス説では、ダマスカスが今の状態になる前に、アード族がその地に列柱を持つ都市を創設して、その後都市は破壊や再建を重ねて行き現在のダマスカスに成長していったというもの。さらに、ヤークートの地理学事典のiramのページには、ダマスカスの別名か古名にaramかiramが使われていた、との記述がある。

### 南アラビア説
アデン近郊説は「シバの女王の水瓶」という大きな貯水池施設とイラムとの間に関連性を求めるものである。ハドラマウトの砂漠に所在地を求める説では、神に逆らって町が滅ぼされたあとに、その砂漠にはイラムがあったために、HaDramawtつまり「一度そこにいったら出られなくなって死ぬ」の意がつけられたという。
このハドラマウト説が最有力である。